# Grantham (rivière)
Pour les articles homonymes, voir Grantham (homonymie).
La rivière Grantham  est un cours d’eau de la région de Canterbury dans l’Île du Sud de la Nouvelle-Zélande.

## Géographie
Elle prend naissance dans la chaîne de ‘Hanmer Range’ près du ‘Mont Miromiro’, dans le  Parc forestier de ‘Hanmer Forest Park’, et s’écoule vers le sud-est dans la rivière Waiau, qui a son embouchure dans l’Océan Pacifique .
Une fontaine thermale située dans le cours de la rivière est peu utilisée .